# Anaulacodithella novacaledonica
Espèce
Anaulacodithella novacaledonica est une espèce de pseudoscorpions de la famille des Tridenchthoniidae.

## Distribution
Cette espèce est endémique de Nouvelle-Calédonie.

## Étymologie
Son nom d'espèce lui a été donné en référence au lieu de sa découverte, la Nouvelle-Calédonie.

## Publication originale
- (de) Max Beier, « Ergebnisse der österreichischen Neukaledonien-Expedition 1965 : Pseudoscorpionidea », Annalen des Naturhistorischen Museums in Wien, vol. 69,‎ novembre 1966, p. 363-371 (JSTOR 41769302, lire en ligne).